# Улицы Донецка
Общая протяжённость улиц Донецка — 2,5 тыс. км. Количество улиц, бульваров, проспектов — 2219. Главная улица — Артёма. Длиннейшая — Кирова. Как минимум одна улица состоит из одного дома: Нижневартовская.

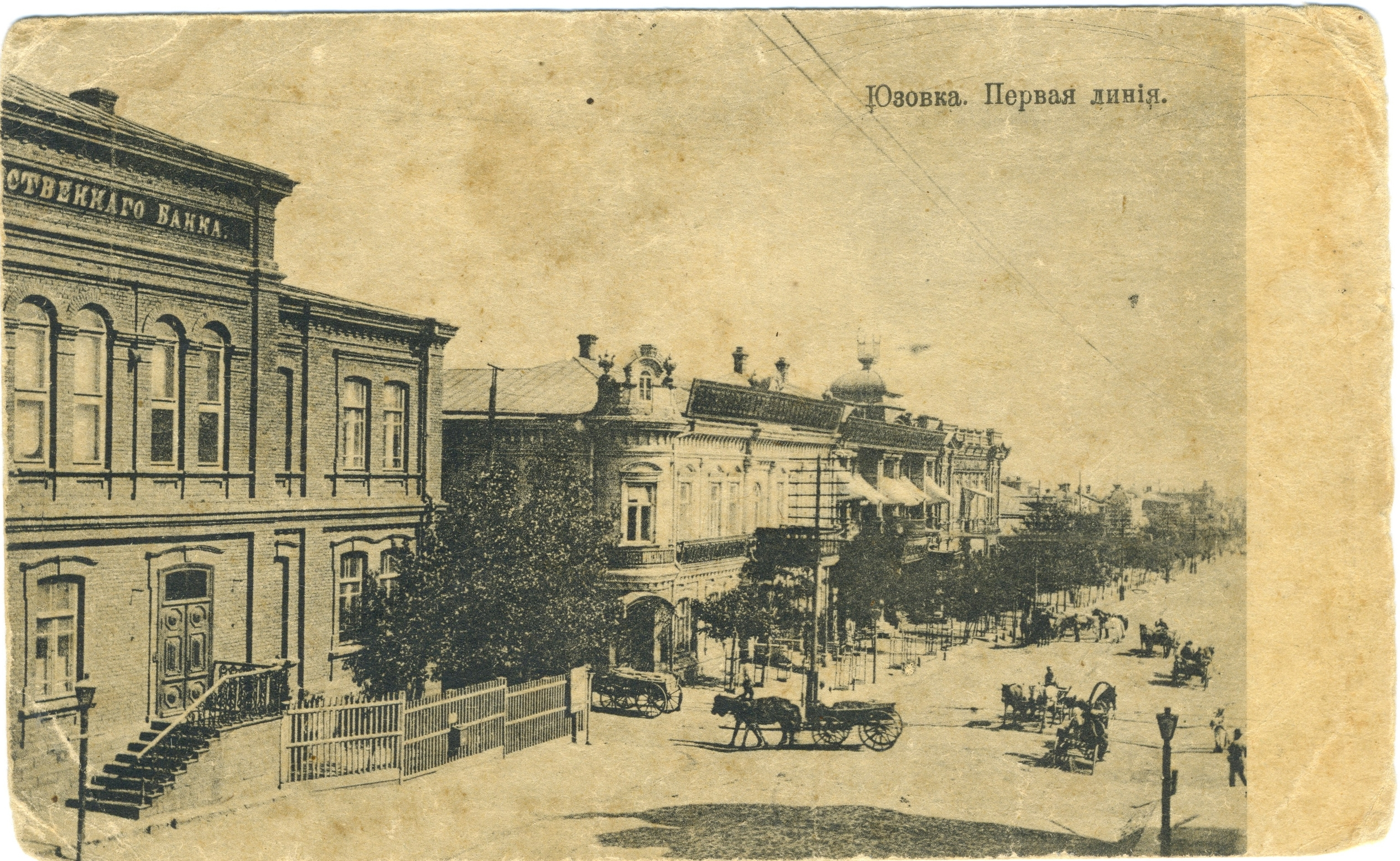
Первая линия (1904 год)

В 1880-х годах в Юзовке была только одна улица — Первая линия. В 1890-х годах появились параллельные улицы, которые назывались линиями: Вторая линия, Третья линия и т. д. Улицы перпендикулярно пересекались более узкими переулками.
Позже улицы были переименованы:
- 1-я линия — улица Артёма
- 2-я линия — улица Кобозева
- 3-я линия — Красноармейская улица
- 4-я линия — Октябрьская улица
- 5-я линия — Первомайская улица

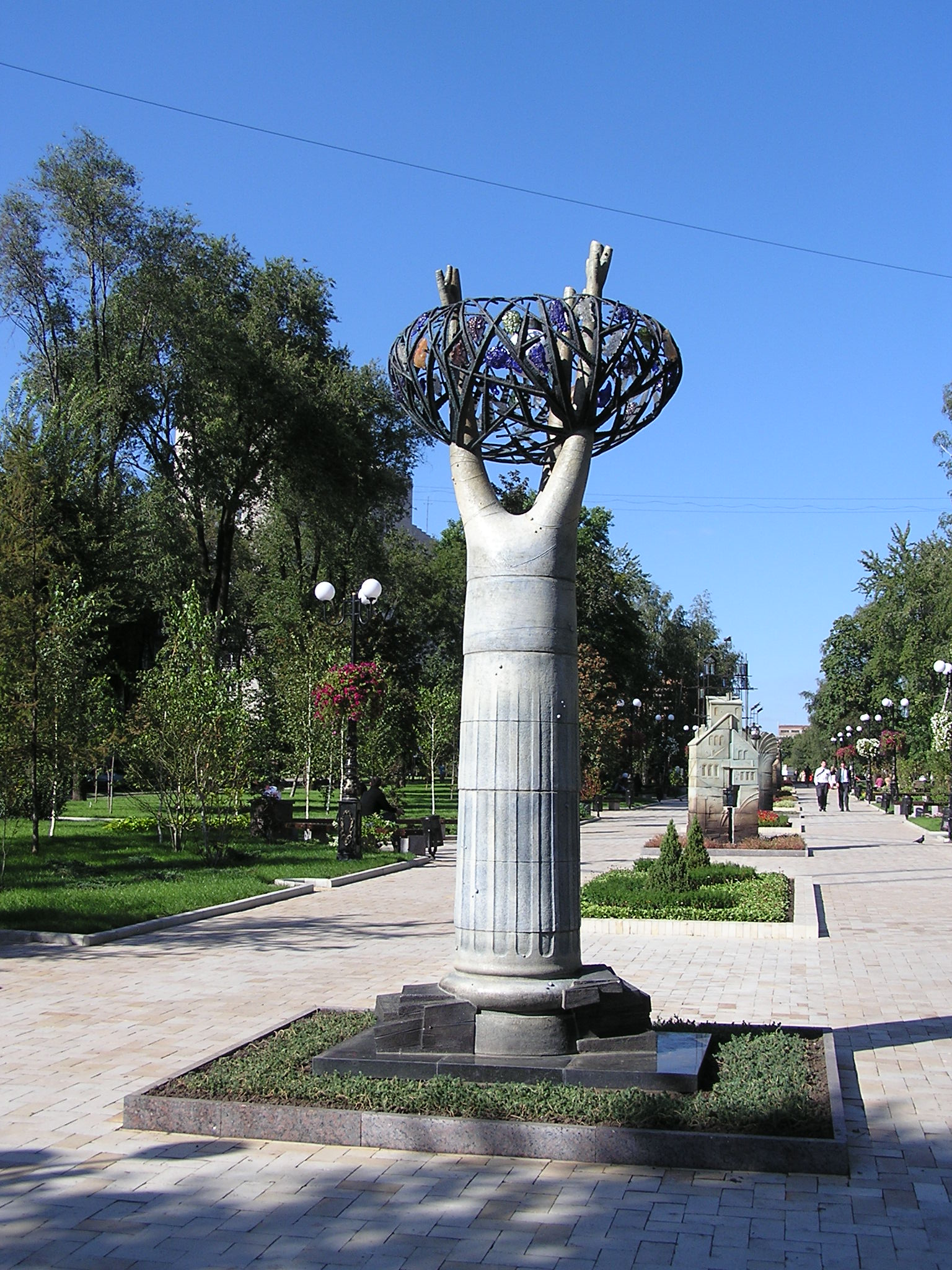
Бульвар Пушкина (2010 год)

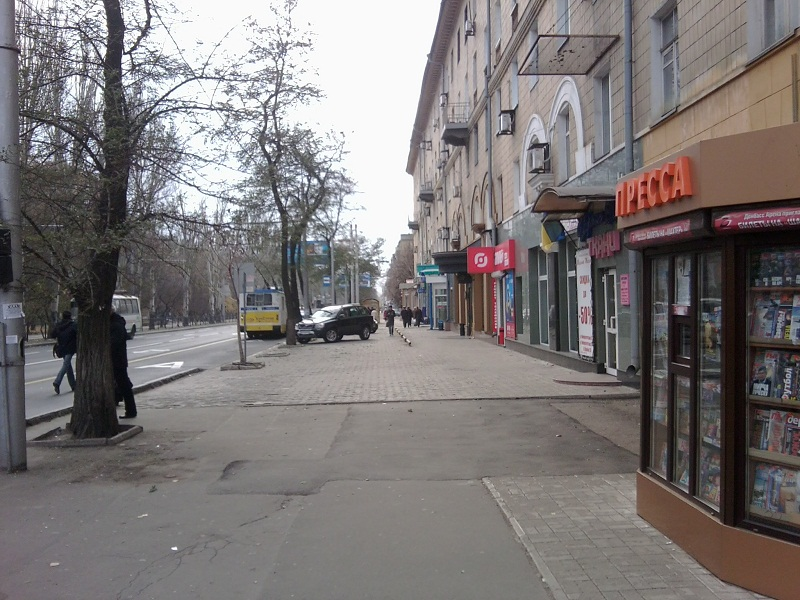
Университетская улица (2011 год)

- 6-я линия (Скотопрогонная) — Университетская улица
- 7-я линия — улица Постышева
- 8-я линия — улица Горького
- 9-я линия — улица Челюскинцев
- 10-я линия — улица Фёдора Зайцева
- 11-я линия — улица Флеровского
- 12-я линия — улица 50-летия СССР
- 13-я линия — Трамвайная улица
- 14-я линия — Набережная улица
- 15-я линия — Доменная улица
- 16-я линия — улица Коваля
- 17-я линия — Донецкая улица
- 18-я линия — Заречная улица
- 19-я линия — Кальмиусская улица
- 20-я линия - Малая набережная улица

## Переименованные улицы
- В 1926 году:
  - Михайловский проспект в Комсомольский,
  - Николаевский проспект в Горноинститутский,
  - Александровский проспект в Пролетарский,
  - Малый проспект в проспект Павших Коммунаров,
  - Средний проспект в проспект Труда,
  - Большой проспект в проспект Лагутенко,
  - Зозулевский переулок в Красногвардейский,
  - Магазинная улица в Кооперативную,
- Пожарный проспект и площадь были переименованы в проспект и площадь Дзержинского в 1927 году.
- В 1934 году Садовый проспект в Челюскинский (сейчас — Садовый).
- Больничный проспект был переименован в проспект Гринкевича.
- Проспект Металлистов был переименован в проспект Гурова.
- Сенная площадь — Советская площадь (с 1936 года) — площадь Ленина
- Ново-мартеновская улица — улица Пушкина (с 1937 года) — улица Постышева
- Ждановская улица и проспект Металлургов — Ленинский проспект (южная часть)

## Топонимика донецких улиц

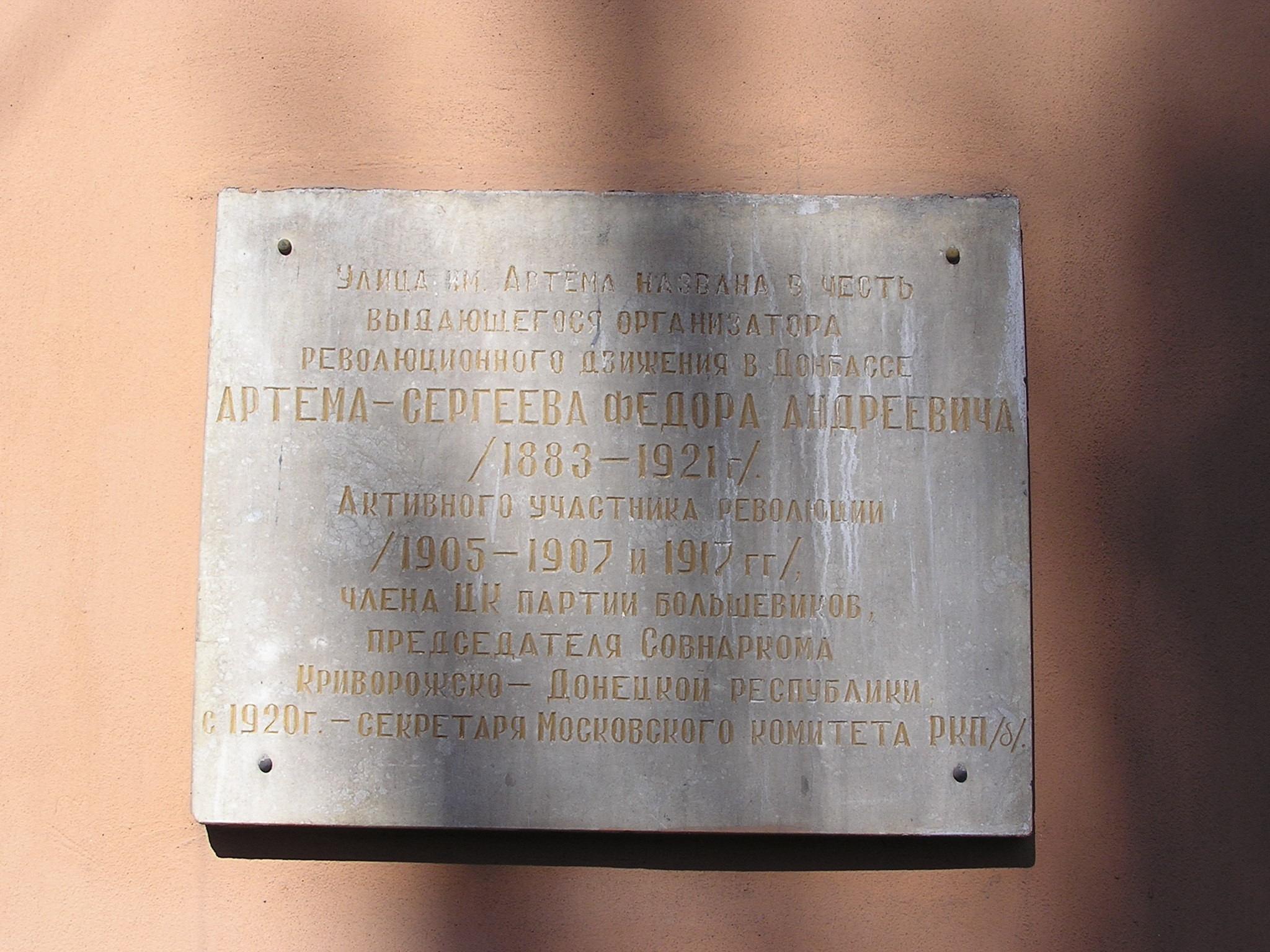
Мемориальная табличка, объясняющая название улицы Артёма

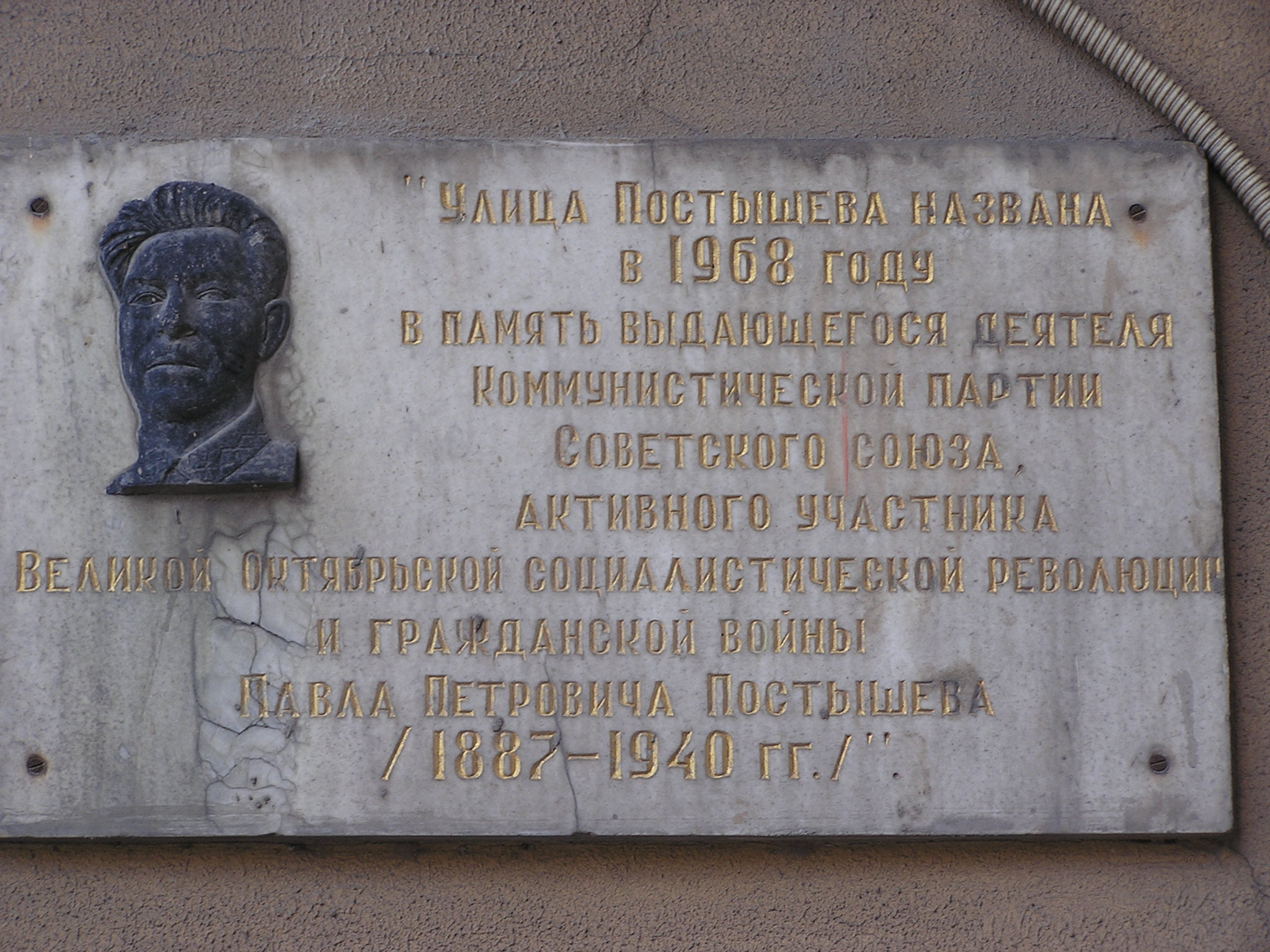
Мемориальная табличка, объясняющая название улицы Постышева

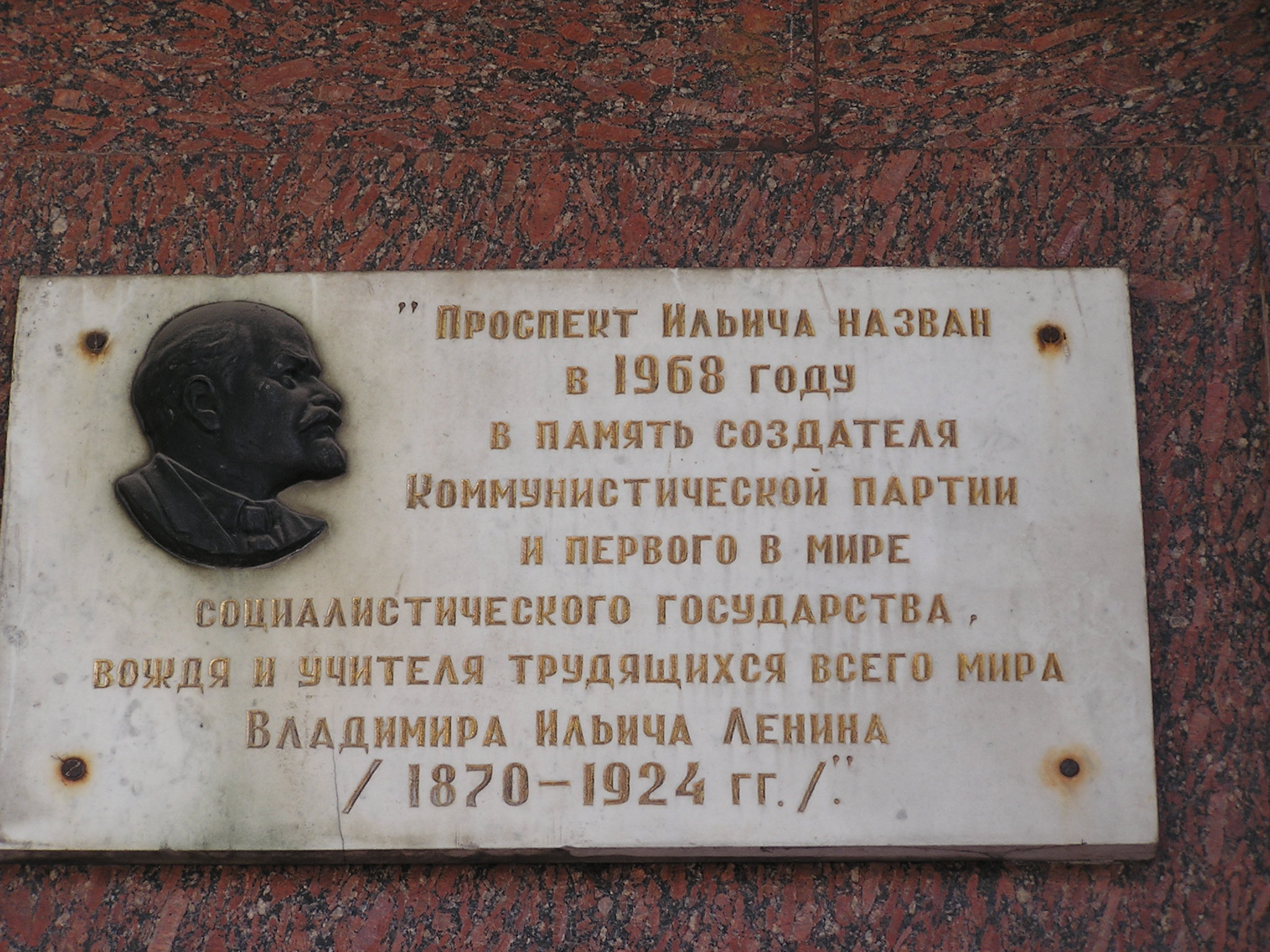
Мемориальная табличка, объясняющая название проспекта Ильича

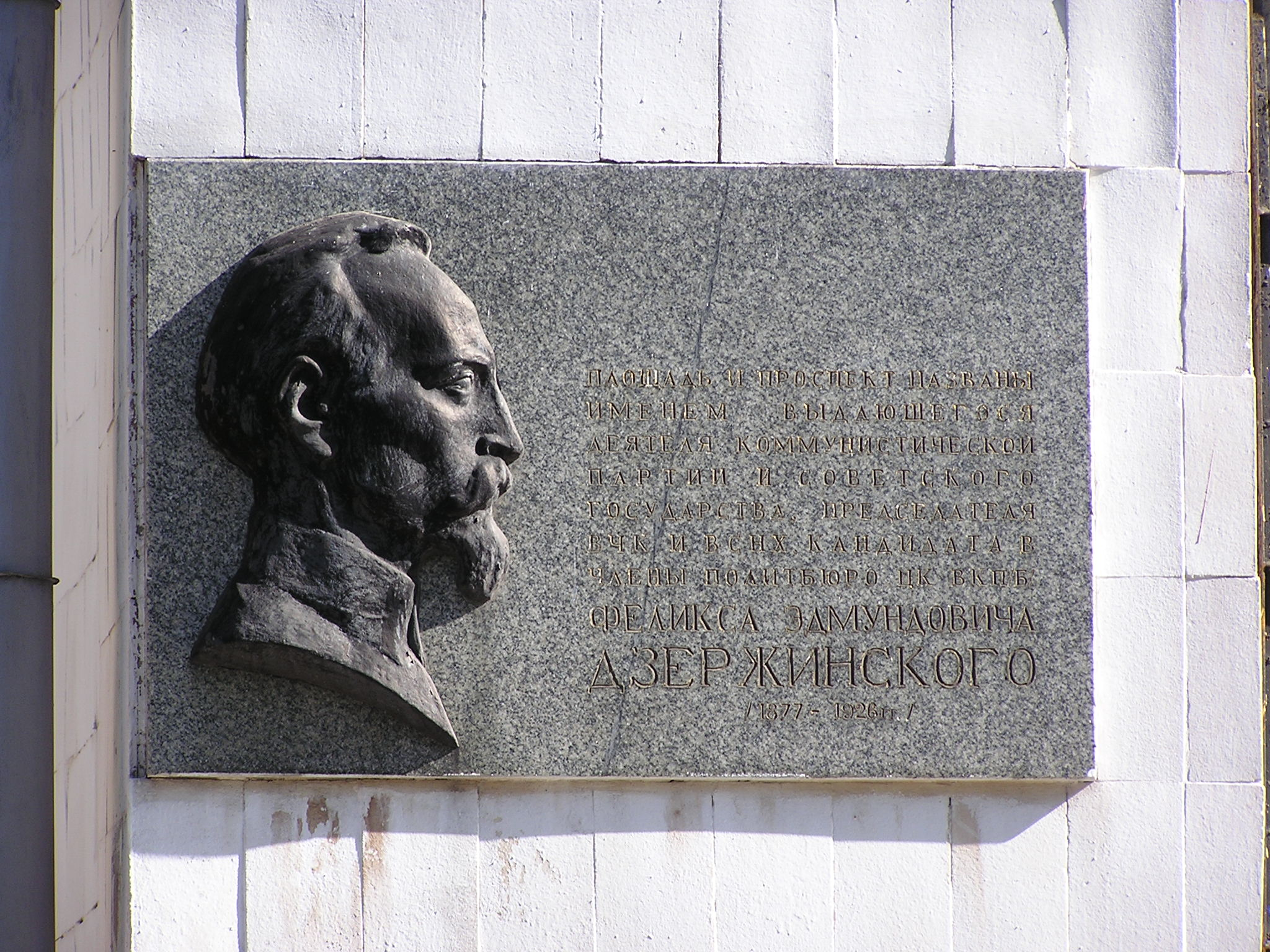
Мемориальная табличка, объясняющая название проспекта и площади Дзержинского

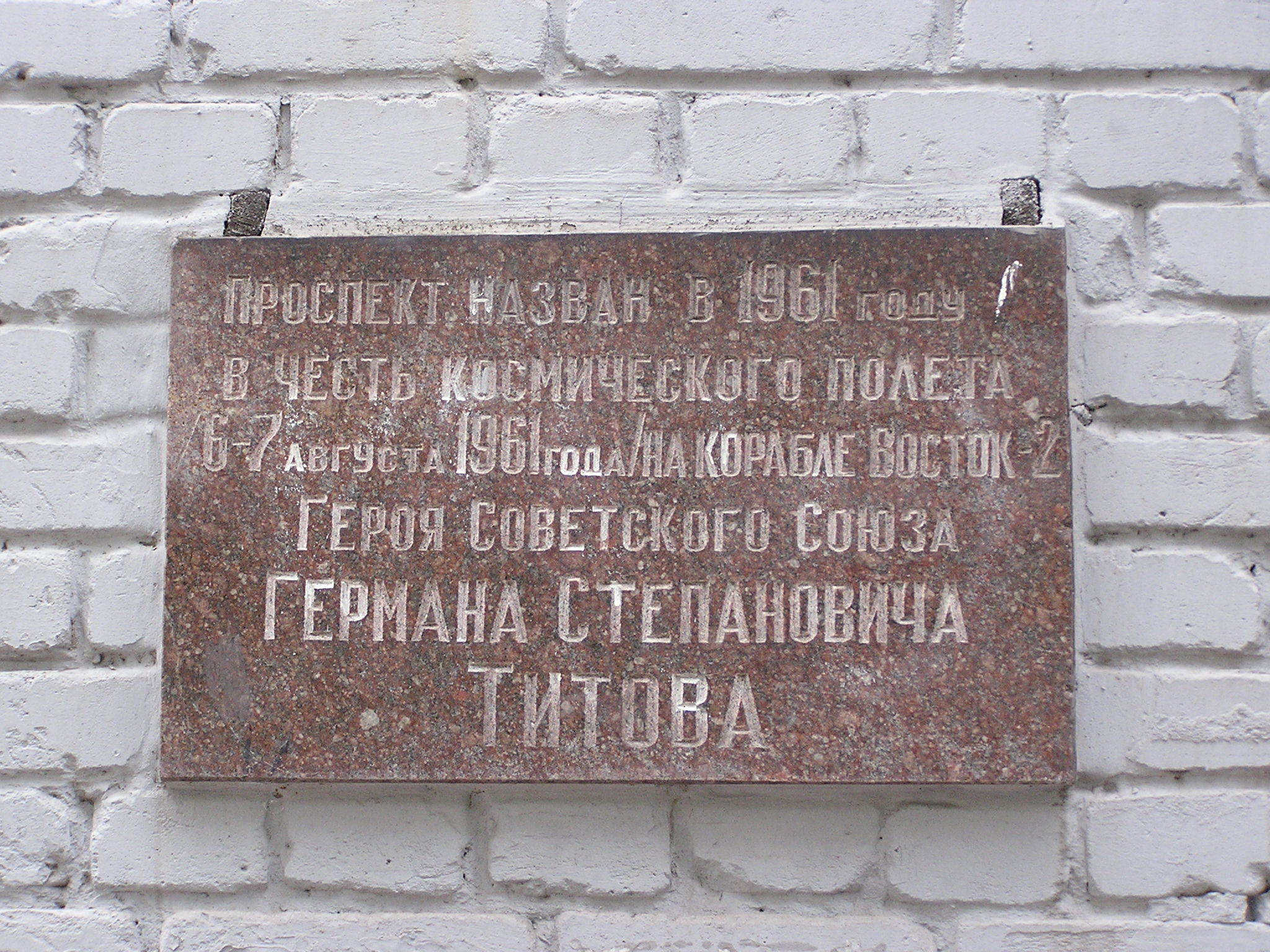
Мемориальная табличка, объясняющая название проспекта Титова

- Проспект Гринкевича названа в честь гвардии полковника Франца Андреевича Гринкевича. Гринкевич командовал 32-й танковой бригадой[1], которая в сентябре 1943 года освобождала город Сталино. В одном из боёв Гринкевич был смертельно ранен. Танкисты похоронили его в центре Сталино, на могиле соорудили постамент с фотографией героя и своими руками втянули на могильный холм боевой танк Т-34, на котором воевал Гринкевич.
- Проспект Гурова названа в честь генерал-лейтенанта, члена Военного совета Южного фронта Кузьмы Акимовича Гурова. Гуров — один из руководителей освобождения Донбасса от немецкой оккупации. Он умер 25 сентября 1943 года от сердечного приступа, его тело было перевезено в Сталино и здесь похоронено.
- Проспект Ильича и Ленинский проспект названы в честь Владимира Ильича Ленина.
- Улица Артёма названа в честь партийного и революционного деятеля, активного участника установления советской власти на Украине Фёдора Андреевича Сергеева (Артёма). Артём был председателем Донецкого губисполкома, председателем Совета народных комиссаров Донецко-Криворожской советской республики.
- Улица Байдукова названа в честь лётчика-испытателя, генерал-полковника авиации, Героя Советского Союза Георгия Филипповича Байдукова.
- Улица Баренца названа в честь голландского мореплавателя и исследователя, руководителя трёх арктических экспедиций, целью которых был поиск северного морского пути в Ост-Индию Виллема Баренца.
- Улица Батова названа в честь одного из руководителей большевистской организации в Юзово-Макеевском районе Андрея Борисовича Батова.
- Улица Бирюзова названа в честь маршала Советского Союза, Героя Советского Союза, начальника Генштаба ВС СССР Сергея Семёновича Бирюзова.
- Проспект Ватутина назван в честь военачальника, генерала армии, Героя Советского Союза Николая Фёдоровича Ватутина.
- Улица Вересаева названа в честь писателя Викентия Викентьевича Вересаева. Вересаев приезжал к брату в Юзовку в 1890 году, затем на юзовском материале написал восемь очерков под общим названием «Подземное царство». В 1892 году Вересаев вновь приезжает в Юзовку для борьбы с холерой. Этот приезд ложится в основу повести «Без дороги» в которой рассказано об условиях труда и быта шахтёров.
- Улица Горбатова названа в честь писателя Бориса Горбатова. Горбатов жил в Донецке с 1946 по 1954 год, здесь он написал пьесу «Юность отцов», повесть «Непокорённые», сценарии кинофильмов «Это было в Донбассе», «Донецкие шахтёры».
- Улица Ермошенко названа в честь секретаря президиума Всеукраинского ЦИК Вениамина Иосифовича Ермошенко. Ермошенко был одним из организаторов Юзовско-Макеевского комитета большевиков.
- Улица Зайцева названа в честь ответственного работника сталинского времени Фёдора Ивановича Зайцева. Зайцев был рабочим Юзовского металлургического завода, участником рабочего движения в Юзовке.
- Улица Звягильского названа в честь премьер-министра Украины (1993—1994) Ефима Леонидовича Звягильского. Звягильский родился в Донецке и является почётным гражданином города.
- Улица Ионова названа в честь Ионова Алексея Васильевича - журналиста, литературоведа, члена Союза писателей СССР, автора книг о Донбассе. Жил в Донецке с 1942 по 1976 гг.
- Улица Калинина названа в честь партийного и государственного деятеля Михаила Ивановича Калинина. Калинин был в Юзовке в 1920 году в составе агитпоезда «Октябрьская революция» и в 1932 году посещая металлургический завод шахты «Лидиевка» и № 30.
- Улица Кобозева названа в честь советского государственного и партийного деятеля Петра Алексеевича Кобозева.
- Улица Коваля названа в честь Андрея Андреевича Коваля. Коваль был рабочим Юзовского металлургического завода. Был убит как член продотряда при проведении продразвёрстки. Похоронен в сквере Павших Коммунаров.
- Улица Конева названа в честь советского полководца, Маршала Советского Союза Ивана Степановича Конева.
- Улица Куприна названа в честь писателя Александра Ивановича Куприна. Куприн приезжал в Юзовку в 1896 году как корреспондент киевских газет. На юзовском материале он пишет очерки «Юзовский завод», «В главной шахте» (о гладковском Руднике), «В огне» (о металлургическом заводе) и повесть «Молох».
- Улица Лагутенко названа в честь участника революционного подполья в Юзовке времён гражданской войны Ивана Петровича Лагутенко.
- Проспект Маяковского назван в честь поэта Владимира Владимировича Маяковского. Маяковский приезжал в Юзовку в 1927 году и читал стихи в донецком цирке.
- Улица Орешкова названа в честь Героя Советского Союза Сергея Николаевича Орешкова.
- Улица Петровского названа в честь революционера Григория Ивановича Петровского. Петровский в 1904 году восстанавливал в Юзовке заводскую партийную организацию, после арестов руководителей организации. После февральской революции Петровский активно участвовал в установлении советской власти в Донбассе.
- Улица Постышева названа в честь советского партийного деятеля Павла Петровича Постышева
- Улица Розы Люксембург названа в честь одной из основателей Коммунистической партии Германии Розы Люксембург.
- Улица Ткаченко названа в честь уроженца пос. Юзовки, бывшего рабочего металлургического завода, гвардии лейтенанта, Героя Советского Союза Ивана Филипповича Ткаченко (1916—1945).
- Улица Флеровского названа в честь экономиста, публициста и юриста Василия Васильевича Берви-Флеровского. Берви-Флеровский умер в Юзовке в октябре 1918 года, куда приехал к сыну и прожил с 1897 по 1918. В Юзовке до смерти им были написаны «Критика основных идей естествознания» и «Краткая автобиография».
- Улица Шекспира названа в честь английского драматурга и поэта Уильяма Шекспира.
- Улица Щорса названа в честь участника гражданской войны, командира дивизии Николая Александровича Щорса.